# Luigi Poletti (architecte)
Pour les articles homonymes, voir Luigi Poletti et Poletti.

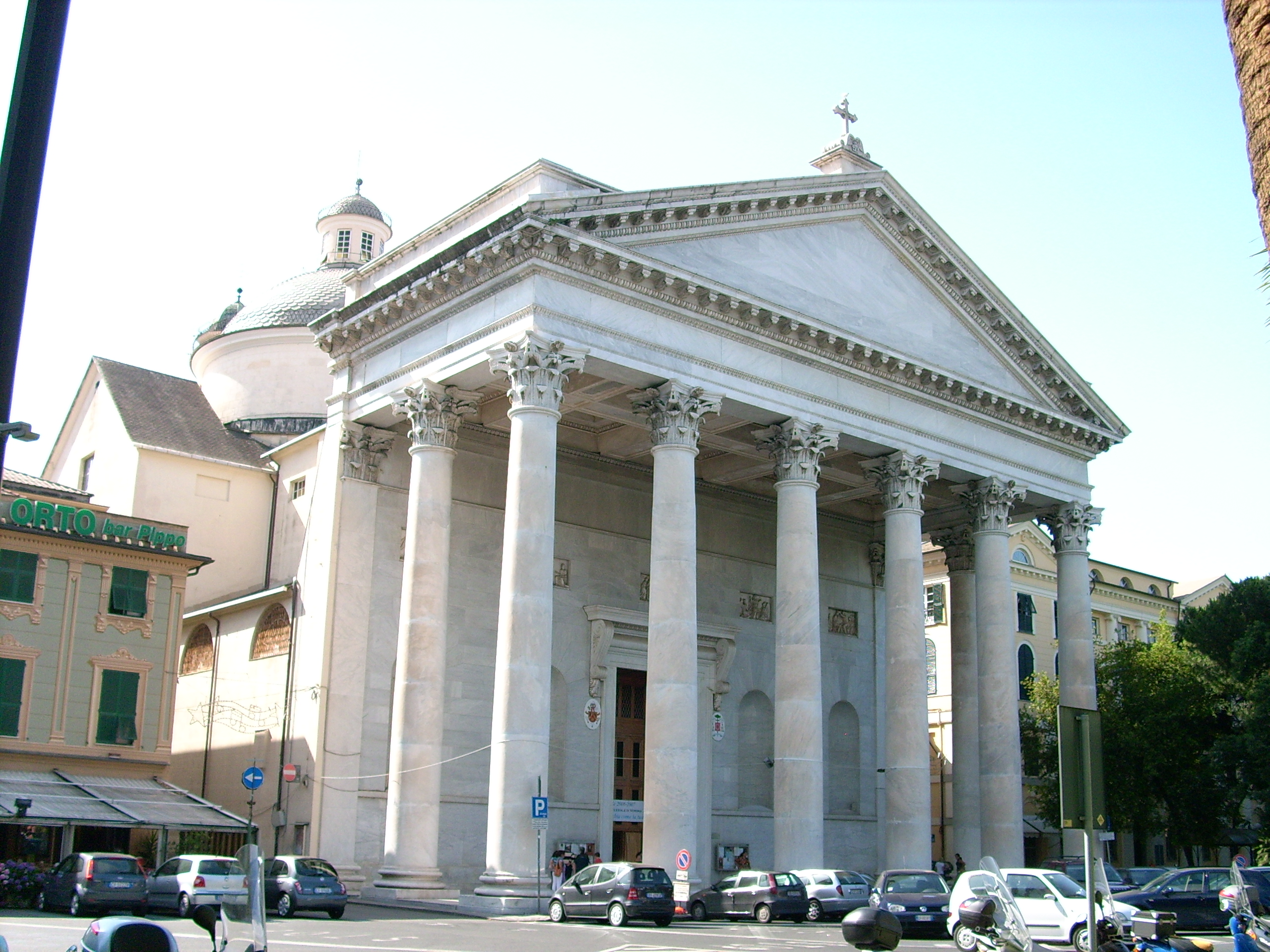
Pronaos de la cathédrale Nostra Signora dell'Orto de Chiavari

Luigi Poletti (Modène, 1792 - Milan, 1869) est un des principaux architectes néo-classiques romains de la première moitié du XIXe siècle.
Né à Modène, en Italie, il suit ses études à l'Académie Clémentine de Bologne, où il apprend les arts et les techniques.
Avec l'aide du Duc de Modène, il part à Rome en 1818, pour finir ses études. Il collabore avec Raffaele Stern (1774, Rome - 1820, Rome), dirigeant les travaux de l'extension du Musée Chiaramonti au Vatican.
Il s'occupe de la restauration du Palais du Latran.
En 1833, on lui confie la reconstruction de la Basilique Saint-Paul-hors-les-murs, ce projet fut le plus important de sa carrière. Il s'est largement inspiré de ses études du classicisme romain. C'est pourquoi la basilique actuelle apparaît comme assez éloignée des canons paléochrétiens.
Il s'occupe aussi de la reconstruction de la basilique Sainte-Marie-des-Anges d'Assise, détruite par un tremblement de terre, et du monument célébrant le culte de l'Immaculée Conception, proche de la place d'Espagne à Rome.
Il meurt à Milan en 1869

## Œuvres
On lui doit également :
- Le Pronaos de la cathédrale Nostra Signora dell'Orto (1836), Chiavari,
- Le projet de la Colonna dell'Immacolata de Rome, piazza Mignanelli